# Saint Helens (Merseyside)

Mapa de la ciudad de Saint Helens

Saint Helens, habitualmente abreviado St Helens (según la costumbre inglesa, sin punto), es una ciudad del condado metropolitano de Merseyside, Inglaterra. En el año 2001 tenía 176 842 habitantes y ocupa un área de 30km².

## Economía
La ciudad es conocida por la producción de vidrio y aunque esta industria tiene un papel menos importante hoy en día en la economía de la ciudad, sigue siendo la industria principal en St Helens. La compañía Pilkington's es una compañía internacional que estaba basada en la ciudad. Produce todo tipo de cristal, incluyendo el cristal utilizado por muchos fabricantes de automóviles.
Era además un centro económico importante de minas de carbón, pero la última mina cerró en 1992.

## «The Saints»
La ciudad es famosa hoy en día debido a su equipo de rugby league, el St Helens RFC, que ha sido el equipo más exitoso en la última década. El equipo, conocido como «The Saints» ha ganado 13 copas en los últimos diez años. A pesar de sus numerosos éxitos, el estadio del equipo está en mala condición.

## Famosos de la ciudad
- Boxeador y actor Gary Stretch (Alexander, World Trade Center)
- La cantante Jacqui Abbot del grupo Beautiful South
- Director musical Sir Thomas Beecham
- Modelo Louise Glover
- El grupo The Loungs
- Guitarrista del grupo The Verve, Nick McCabe
- El actor Herbert Mundin
- La actriz Emma Rigby
- Filántropo John Rylands
- Richard Seddon, el primer ministro de Nueva Zelanda
- Los cómicos y actores James Seddon, Stephen Johnston y Johnny Vegas
- El artista Jim Manley
- El motociclista Geoff Duke
- El boxeador Martin Murray
- El pionero del cine George Groves
- El cómico Bernie Clifton
- Filántropo Michael Smurfit
- David Yates, director de "Harry Potter y la Orden del Fénix"
- Peter Clarke, alias Budgie, baterista de bandas como The Spitfire Boys, Big In Japan, The Slits y Siouxsie and the Banshees.
- La futbolista Lily Parr